# American Idiot
American Idiot je glasbeni album ameriške punk rock skupine Green Day, ki je izšel 21. septembra 2004. 
Green Day je s tem albumom prešel z zvrsti punk pop v nekoliko trši punk rock. Poleg punk rocka in punk popa so na albumu tudi skladbe, ki po zvrsti sodijo v alternativni rock. Po obliki je album konceptualen, kar pomeni da so pesmi povezane v nekakšno zgodbo. Glavna lika albuma sta tako St. Jimmy in Whatsername. Album je postal prodajni hit po celem svetu. V prvem tednu so prodali 267.000 izvodov, naklada pa se je kasneje zvišala na več kot 14 milijonov izvodov. 
Green Day so za promocijo albuma izdali pet pesmi v obliki singlov. 

## Videospoti
Prva pesem, naslovna skladba American idiot je pristala na 3 mestu angleške glasbene lestice in je bila v povprečju top 30 hit po svetu. Je tipična punkovska pesem, po obliki in kitarskih rifih pa je podobna pesmi Doublewhiskeycokenoice skupine Dillinger Four. Pesem je najverjetneje pripomogla k dobri prodaji albuma in tudi uspešnost drugih izdanih pesmi. V ZDA je singel dosegel naklado 500.000 prodanih izvodov. Druga skladba, Boulevard Of Broken Dreams, ki je dosegla 2. mesto na ameriški ter 5. mesto na angleški glasbeni lestvici, v povprečju pa je bil top 10. hit po svetu. Dosegla je tudi prvo mesto na evropski glasbeni lestvici. Dobila je tudi glasbeno nagrado grammy za pesem leta. Po zvrsti sodi skladba v alternativni rock. Angleška skupina Oasis je skupino posredno obtožila plagiatorstva, saj naj bi bila preveč podobna njihovi pesmi Wonderwall. 
Tretja skladba z albuma, Holiday, je postala tretja skladba po uspešnosti, dosegla pa je prvo mesto ameriške rock lestvice. Poleg tega je dosegla še 11. mesto na angleški glasbeni lestvici, po svetu pa je bila top 30 hit. Sodi med skladbe s političnim sporočilom. V njej skupina primerja politiko takratnega ameriškega predsednika Georgea W. Busha s politiko nacistične Nemčije, hkrati pa poudarja zavrnitev francoske podpore ZDA v vojni z Irakom.  
Wake Me Up When September je bila četrta pesem z albuma, ki je bila izdana samostojno in promovirana z videospotom. Dosegla je osmo mesto na angleški, ter 6. mesto na ameriški glasbeni lestvici. Bila pa je top 20 hit po svetu. Postala pa je ena od najprepoznavnejših skladb skupine Green Day. Znana je postala tudi po svojem videspotu, ki prikazuje mlad par, ki si obljubi, da se nikoli ne bo ločil. V nadaljevanju se fant odpravi v vojsko in s tem prelomi obljubo. 
Kot zadnjo samostojno pesem z albuma so se odločili za Jesus Of Suburbia. Odrezala se je malo slabše v primerjavi z ostalimi, bila pa je tudi druga najdaljša pesem z albuma.

## Skladbe
1. "American Idiot - 2:58
2. "Jesus of Suburbia - 9:10
3. "Holiday - 3:55
4. "Boulevard of Broken Dreams - 4:22
5. "Are We the Waiting - 2:45
6. "St. Jimmy - 2:57
7. "Give Me Novacaine - 3:28
8. "She's A Rebel - 2:02
9. "Extraordinary Girl - 3:36
10. "Letterbomb" - 4:08
11. "Wake Me Up When September Ends - 4:48
12. "Homecoming - 9:21
13. "Whatsername - 4:14

## Lestvice
| Država         | Najvišja pozicija | Certifikacija | št. prodanih albumov |
| -------------- | ----------------- | ------------- | -------------------- |
| Avstralija     | 1                 | 6x Platinum   | 420,000              |
| Avstrija       | 1                 | 2x Platinum   | 80,000               |
| Kanada         | 1                 | 6x Platinum   | 800,000              |
| Irska          | 1                 | 8x Platinum   | 120,000              |
| Norveška       | 1                 |               |                      |
| Švedska        | 1                 | Platinum      | 60,000               |
| Švica          | 1                 | 2x Platinum   | 80,000               |
| GB             | 1                 | 6x Platinum   | 1,940,828            |
| ZDA            | 1                 | 5x Platinum   | 5,000,000            |
| Finska         | 2                 |               |                      |
| Nova Zelandija | 2                 | 4x Platinum   | 60,000               |
| Nemčija        | 3                 | 2x Platinum   | 400,000              |
| Japonska       | 3                 | 2x Platinum   | 500,000              |
| Danska         | 4                 | Platinum      | 40,000               |
| Francija       | 4                 | Platinum      | 375,600              |
| Danska         | 4                 | Gold          | 40,000               |
| Italija        | 5                 | 3x Platinum   | 300,000              |
| Mehika         | 7                 | 2x Platinum   | 200,000              |
| Belgija        | 8                 | Gold          | 25,000               |
| Portugalska    | 15                |               |                      |
| Španija        | 22                |               |                      |
| Poljska        | 24                |               | <10,000              |